# هاينرش شميت
هاينرش شميت (بالألمانية: Heinrich Schmidt)‏ هو أمين الأرشيف وفيلسوف ألماني، ولد في 18 ديسمبر 1874 في هويباخ في ألمانيا، وتوفي في 2 مايو 1935 في ينا في ألمانيا.